# Meripilus tropicalis
Meripilus tropicalis är en svampart som beskrevs av Guzmán & Pérez-Silva 1975. Meripilus tropicalis ingår i släktet Meripilus och familjen Meripilaceae.   Inga underarter finns listade i Catalogue of Life.